# Гаврилов, Игорь Михайлович
Игорь Михайлович Гаврилов (12 мая 1972, Псков) — российский футболист, полузащитник.

## Карьера
Воспитанник псковского футбола. Играл в детской команде вместе с Дмитрием Аленичевым. Несколько лет провел за местный «Машиностроитель». В 1994 году вместе с партнёром Андреем Аленичевым и главным тренером команды Владимиром Косоговым получил приглашение из Хорватии от клуба «Самобор». Позднее они перебрались в бельгийский «Генк». В 1996 году Гаврилов провел шесть матчей за коллектив хорватской высшей лиги «Славония».
Затем вернулся в Россию, где несколько лет выступал за команды из Второго дивизиона.